# Conferência de Washington (1943)

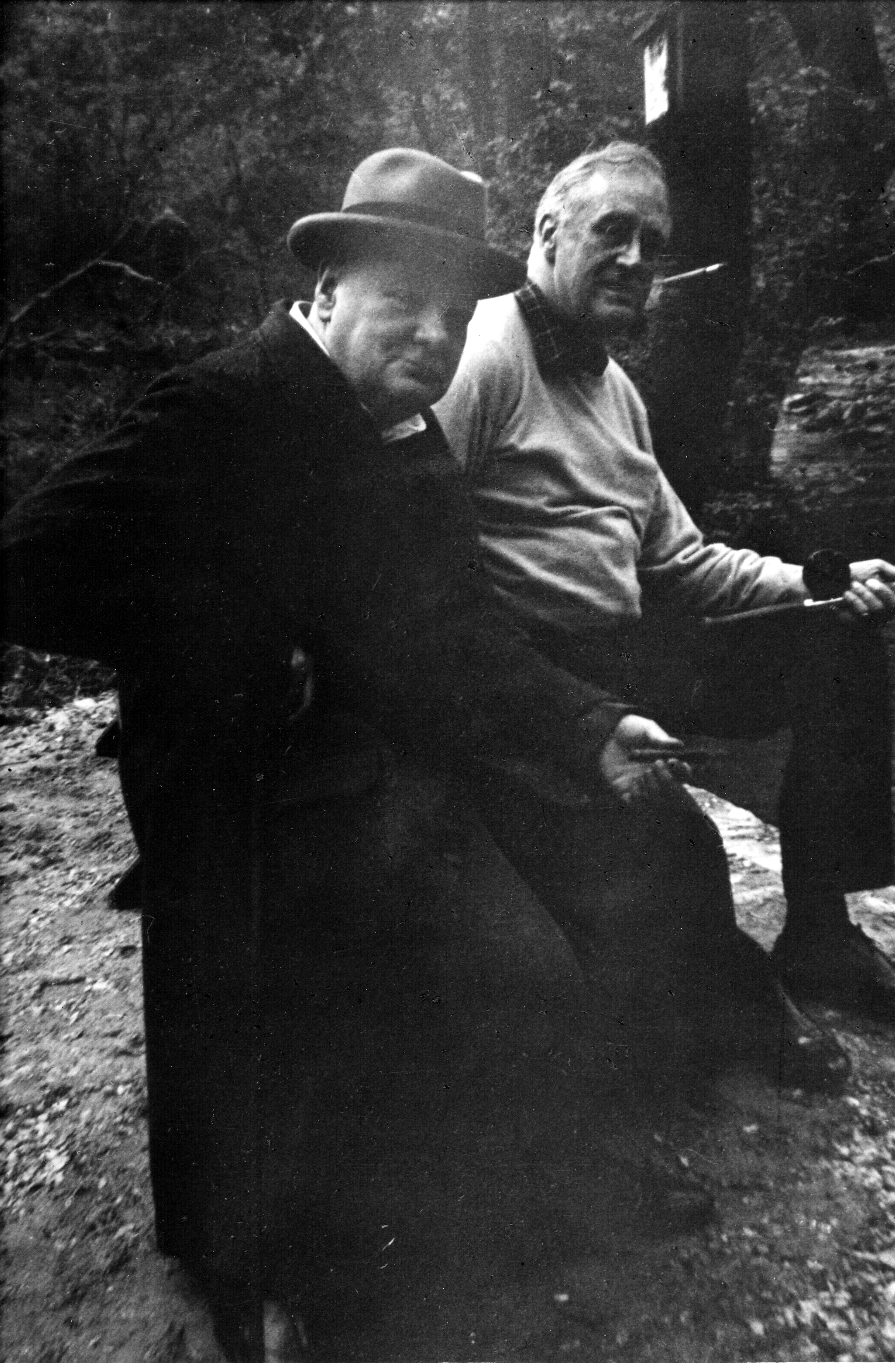
O presidente Franklin D. Roosevelt e o primeiro-ministro Winston Churchill pescam em Shangri-La, entre as discussões da Conferência Trident de maio de 1943.

A Terceira Conferência de Washington (codinome Trident) foi realizada em Washington, DC, de 12 a 25 de maio de 1943. Foi uma reunião estratégica da Segunda Guerra Mundial entre os chefes de governo do Reino Unido e dos Estados Unidos. Foi a terceira conferência do século XX (1941, 1942, 1943), mas a segunda conferência que ocorreu durante o envolvimento dos Estados Unidos na Segunda Guerra Mundial. As delegações foram chefiadas por Winston Churchill e Franklin D. Roosevelt, respectivamente.